# Félix Léglise
Pour l’article homonyme, voir Léglise (homonymie).
Félix Léglise, né le 19 novembre 1843 à Bayonne et mort le 12 novembre 1915 à Saint-Martin-de-Seignanx, est un homme politique français.

## Carrière
il a été député des Landes de 1881 à 1910. Il a également été maire de Saint-Martin-de-Seignanx.

### Sources
- « Félix Léglise », dans Adolphe Robert et Gaston Cougny, Dictionnaire des parlementaires français, Edgar Bourloton, 1889-1891 [détail de l’édition]